# Adesmia subterranea
Adesmia subterranea är en ärtväxtart som beskrevs av Dominique Clos. Adesmia subterranea ingår i släktet Adesmia och familjen ärtväxter. Inga underarter finns listade i Catalogue of Life.